# Creu de la Creueta (Sant Martí de Tous)
La Creu de la Creueta és una obra de Sant Martí de Tous (Anoia) inclosa a l'Inventari del Patrimoni Arquitectònic de Catalunya.

## Descripció
Creu llatina de ferro fos, amb la imatge de Crist crucificat, de considerables dimensions respecte la creu, en una de les cares. Aquesta creu s'inserta en un bloc irregular de pedra, actualment cobert per vegetació.

## Història
Creu contemporània que ve a substituir la creu original que desaparegué durant la Guerra Civil. No es conserva cap document fotogràfic d'aquesta creu original. La creu actual està ubicada en el mateix indret de la primitiva creu desapareguda.